# Guy de Baudement
Guy de Baudement, né vers 1105 et mort en 1146, est seigneur de Baudement et de Braine au milieu du XIIe siècle. Il est le fils d'André de Baudement et de son épouse Agnès de Braine.

## Biographie
Guy de Baudement est le fils d'André de Baudement, seigneur de Baudement et sénéchal de Champagne, et de son épouse Agnès de Braine, dame de Braine. Il apparait comme témoin dans de nombreux actes de son père.
Plus tard, il obtient les titres de seigneur de Baudement et de Braine, probablement du vivant de ses parents qui seraient devenus religieux dans l'ordre de Citeaux pour son père et dans l'ordre de Prémontré pour sa mère, tandis que ses frères aînés sont soit devenu moine pour le premier ou soit devenu Templier pour le second,.
Il meurt relativement jeune en 1144 et comme ses deux fils sont morts jeunes et probablement sans union ni descendance, c'est sa fille Agnès de Baudement qui hérite de ses titres.

## Mariage et enfants

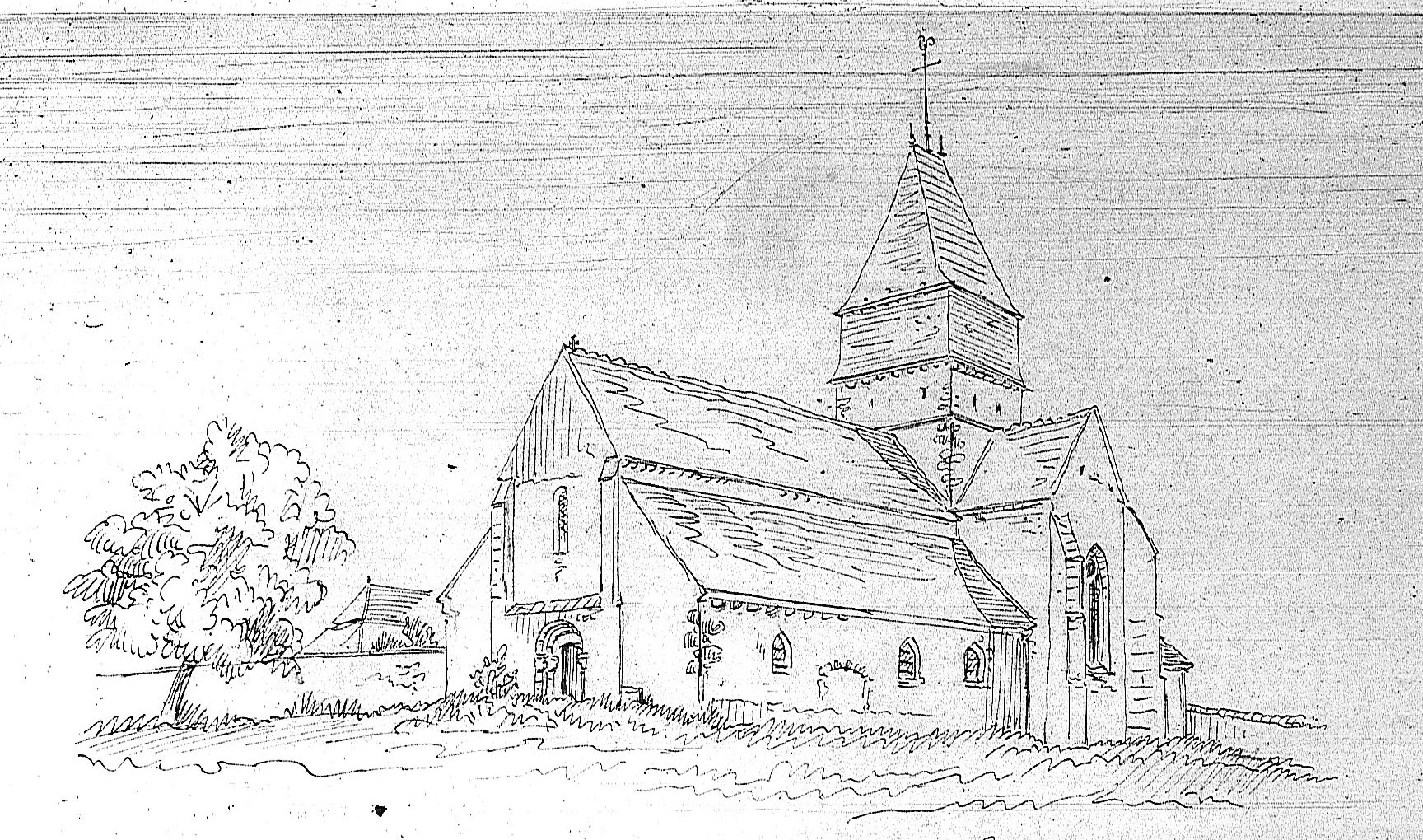
Église Saint-Leu-de-Sens de Baudement.

Avant 1130, il épouse Alix, dame de Braine qu'elle reçoit probablement dans son douaire et dont les parents sont inconnus, avec qui il a trois enfants, :
- Hugues de Baudement, probablement mort jeune et sans enfant ;
- Guidon de Baudement, probablement mort jeune et sans enfant ;
- Agnès de Baudement, qui épouse en premières noces Milon III de Bar-sur-Seine, comte de Bar-sur-Seine, d'où postérité. Veuve, elle épouse en secondes noces Robert Ier de Dreux, comte de Dreux, d'où postérité.